# ニック・マクローリー
ニコラス・モントゴメリ・"ニック"・マクローリー(Nicholas Montgomery "Nick" McCrory、1991年8月9日- ）は、アメリカ合衆国の飛込競技選手であり、2007年以来同国の飛び込みチームに参加している。
彼は2006年に世界ジュニア選手権で銀メダルを獲得したのが最初の獲得したメダルだった。上海市で開かれた2011年世界水泳選手権ではシンクロでのパートナーデービッド・ボウディアと共に10mシンクロ高飛込で第5位に入った。10m高飛込では彼は第6位に入った。
デューク大学に進学し、大学の大会で幾つかのメダルを獲得した。彼は2011年8月14日に開催されたUCLAでの飛び込み大会で金メダルを獲得した。

## ロンドンオリンピック
マクローリーとシンクロでのパートナーデービッド・ボウディアは2012年ロンドンオリンピックの10mシンクロ高飛込で463.47.点を出して銅メダルを獲得した。これはアメリカ合衆国にとって1996年アトランタオリンピック以来のメダルとなった。彼は10m高飛込では第9位に入った。

## 私生活
マクローリーは1991年8月9日にノースカロライナ州のチャペルヒルで生まれた。彼にはルーカスという弟がいて、水泳をやっていて小人症を煩っている。